# Ripianificazione debitoria
La ripianificazione debitoria è una serie di operazioni stragiudiziali intraprese da soggetti debitori, attraverso società munite di mandato, al fine di ridurre il monte debitorio e, possibilmente, rateizzare il pagamento delle somme concordate con i singoli creditori.
La società ripianificatrice gestisce le trattative transattive con i creditori, contattando direttamente, se possibile, i gestori delle singole posizioni debitorie all'interno delle banche, degli enti e delle società creditrici.
L'obiettivo della trattativa è quello di giungere a un accordo stragiudiziale, per evitare o risolvere le altrimenti inevitabili conseguenze legali e attività giudiziarie correlate e ritornare in bonis nel sistema bancario e finanziario.
Nel caso di debiti certi, liquidi ed esigibili il creditore, attraverso l'autorità giudiziaria, può richiedere l'ingiunzione di pagamento. Da quest'ultima può scaturire il successivo pignoramento di beni mobili e immobili (secondo i limiti previsti negli articoli 514, 515 e 516 del Codice civile italiano) con conseguente fissazione di aste.
Nel caso in cui fosse avviata una procedura immobiliare nei confronti del debitore, sia esso un privato o una società, al fine di giungere a una soluzione positiva della ripianificazione dei debiti, è necessario ottenere un differimento o una sospensione delle aste per un periodo utile a definire le posizioni debitorie ed estinguere la procedura stessa.
Tra le iniziative mirate a una ripianificazione si possono citare, ad esempio, la rateizzazione del debito, soluzione già adottata da Equitalia secondo quanto previsto nel decreto mille proroghe, e le soluzioni a saldo e stralcio, consistenti nel pagamento di una cifra concordata forfettariamente a chiusura dell'esposizione.